# Casalvieri
Casalvieri település Olaszországban, Lazio régióban, Frosinone megyében. Lakosainak száma 2436 fő (2023. január 1.). Casalvieri Alvito, Arpino, Atina, Casalattico, Fontechiari és Vicalvi községekkel határos.

## Népesség
A település népessége az elmúlt években az alábbi módon változott:
| Lakosok száma | 2679 | 2665 | 2436 |
|               | 2017 | 2018 | 2023 |